# Satsebeli
Satsebeli (Georgisch: საწებელი) is een pittige saus op tomatenbasis uit Georgië en betekent in het Georgisch letterlijk saus.

## Achtergrond
De precieze oorsprong van satsebeli is net als met vele Georgische gerechten onduidelijk. Sommige historici denken dat de saus zijn oorsprong heeft in de Perzische keuken. Anderen zien genoeg aanwijzingen dat de saus in Georgië is ontwikkeld. Wat de precieze geschiedenis ook is, de saus is al eeuwenlang een essentieel onderdeel van de Georgische keuken en is ook bij bezoekers populair. Satsebeli is in de loop van de geschiedenis ook geëvolueerd en verschillende regio's van Georgië hun eigen interpretaties eraan gegeven met verschillende smaken.

## Ingrediënten
Satsebeli wordt gemaakt van tomaten (meestal tomatenpuree), koriander, knoflook, azijn, peper, chmeli soeneli (een traditioneel pittig Georgisch kruidenmengsel) en adzjika (een Georgische chilipasta). Variatie met ingrediënten is mogelijk naar smaak. Uien zijn een frequent onderdeel van satsebeli, en in plaats van tomatenpuree kunnen ook verse tomaten gebruikt worden. Bij gebrek aan adzjika kunnen ook chilipepers worden gebruikt voor de pikante smaak, en er kan gevarieerd worden met de kruiden, bijvoorbeeld met peterselie, basilicum en fenegriek.
Ook kunnen vruchten of vruchtenextracten worden toegevoegd, zoals tkemali, druiven, kersen, onrijpe mirabellen of zure pruimen, granaatappels en walnoten. De saus is naast pittig ook meestal zurig van karakter. De balans van pittig, zuur en zoet hangt af van de gekozen balans van de ingrediënten.

## Gebruik
De saus wordt meestal koud gegeten bij voornamelijk gegrild vlees of gevogelte, maar kan net als een salsa ook uitstekend bij andere gerechten en snacks om deze van extra smaak te voorzien. In Georgië wordt satsebeli bij bijvoorbeeld kebab, sjasliek, tsjachochbili, lobio, aardappelgerechten, of met gebakken chinkali. De saus is geschikt om in grote hoeveelheden te maken en op een koele donkere plaats te bewaren. Traditioneel wordt dit in Georgië gedaan.